# Градище-при-Випаві
Градище-при-Випаві (словен. Gradišče pri Vipavi) — поселення на південь від міста Випави в общині Випава. Висота над рівнем моря: 152,6 метрів.